# 卢播
卢播（3世纪—3世纪），字景宣，陈留人。为本州别驾，三十二岁时曾被东平相阮籍写信推荐给曹魏辅政大臣司马昭。
西晋元康六年（297年）夏，皇叔梁王司马肜被任为征西大将军、都督雍、凉二州诸军事，卢播受任为征西长史，进振威将军。十一月，诏以御史中丞周处为建威将军，与卢播都在安西将军夏侯骏麾下讨伐氐羌叛首齐万年。七年（298年）正月，齐万年屯梁山，有军众七万，司马肜、夏侯骏逼迫周处以五千兵击之，周处与卢播、雍州刺史解系攻齐万年于六陌。周处军士尚未吃饭，周处从早上战到晚上，弓箭用完了，卢播、解系不相救，周处阵亡。关西震乱。
司马肜在一次大会中对参军王铨说：“我从兄为尚书令（时任尚书令高密王司马泰），不能享受权力。权力是难得呀。”王铨回答：“公在此独享大权，也难呀。”司马肜问：“长史中谁有权？”王铨回答：“是卢播。”司马肜说：“他只是家吏，别提他了。”王铨说：“天下都是家吏，那王法就不用施行了。”
卢播后为尚书。有集二卷，南朝梁时尚存，到隋朝只余一卷。曾作《阮籍铭》。